# Cycas yorkiana
Cycas yorkiana — вид голонасінних рослин класу саговникоподібні (Cycadopsida).
Етимологія: від зростання цього таксона на півострові Кейп-Йорк.

## Опис
Стебла деревовиді, до 4 м заввишки. Листки яскраво-зелені, напівглянсові, довжиною 90–140 см. Пилкові шишки не спостерігались, оранжеві або коричневі, 8,5 см діаметром. Мегаспорофіли 21–32 см завдовжки, сіро-повстяні. Насіння плоске, яйцевиде, 34 мм, шириною 30 мм; саркотеста помаранчево-коричнева, не вкрита нальотом, товщиною 4 мм.

## Поширення, екологія
Країни поширення: Австралія (Квінсленд). Зазвичай зустрічається у вигляді підліска у відкритому евкаліптовому (Eucalyptus miniata й Eucalyptus tetrodonta) рідколіссі на рівнинній місцевості, на піщаних ґрунтах над латеритами. Населення Кабо-Мелвілл росте на кам'янистих кварцитових пагорбах.

## Загрози та охорона
Знаходиться під загрозою через руйнування середовища проживання в результаті частих пожеж. Рослини зустрічаються в англ. Cape Melville National Park.

## Систематика
В деяких джерелах розглядається як синонім Cycas angulata R.Br.